# Мејпл Хил (Канзас)
Мејпл Хил (енгл. Maple Hill) град је у америчкој савезној држави Канзас.

## Демографија
По попису из 2010. године број становника је 620, што је 151 (32,2%) становника више него 2000. године.
| Група             | 2000.       | 2010.       |
| Белци             | 449 (95,7%) | 572 (92,3%) |
| Афроамериканци    | 7 (1,5%)    | 1 (0,2%)    |
| Азијати           | 0 (0,0%)    | 1 (0,2%)    |
| Хиспаноамериканци | 5 (1,1%)    | 24 (3,9%)   |
| Укупно            | 469         | 620         |